# Cinema de Lágrimas
Cinema de Lágrimas é um filme brasileiro de 1995, dirigido por Nelson Pereira dos Santos, como parte do projeto das comemorações dos 100 anos do cinema organizado pelo British Film Institute. O roteiro é baseado em um conto de Silvia Oroz e a direção de fotografia é de Walter Carvalho. A música original é de Paulo Jobim.

## Sinopse
Um diretor brasileiro vai para a Cidade do México para estudar os grandes melodramas mexicanos. Abalado pelo fracasso de sua última peça e por sonhos recorrentes com a mãe que se suicidou quando ele tinha quatro anos de idade, o diretor teatral Rodrigo Ferreira contrata um jovem estudante de cinema, Yves (André Barros), para ajudá-lo a descobrir o filme que sua mãe teria assistido pouco antes de morrer.
A missão os leva à Cinemateca da Universidade do México, onde assistem melodramas produzidos entre as décadas de 30 e 50.

## Elenco
- Cosme Alves Neto .... Cineclub Director
- André Barros .... Yves
- Raul Cortez .... Rodrigo Ferreira
- Jorge Luís Hidalgo .... Projecionista (Voz)
- Silvia Oroz .... Professora Conferencista
- Patrick Tannus .... Rodrigo (adolescência)
- Christiane Torloni .... Mãe do Rodrigo